# Hana-bi
Hana-bi (はなび HANA-BI), phát hành tại Mỹ với tên Fireworks, là một bộ phim điện ảnh chính kịch tội phạm năm 1997 của Nhật Bản, được viết, đạo diễn và biên tập bởi Takeshi Kitano, anh cũng là người đóng vai chính trong đó. Nhạc nền phim được sáng tác bởi Joe Hisaishi trong lần phối hợp lần thứ tư của anh với Kitano. Hana-bi (花火 Hanabi) trong tiếng Nhật nghĩa là "pháo hoa".
Hana-bi đã đạt thành công quốc tế bất ngờ, cùng với sự hoan nghênh Sonatine, đã đưa Kitano trở thành một trong những nhà làm phim Nhật Bản hàng đầu.
Đây là bộ phim rạp đầu tiên của Nhật Bản được trình chiếu tại Hàn Quốc sau một thời kỳ dài cấm nhập khẩu văn hóa từ Nhật Bản.

## Tóm tắt
Yoshitaka Nishi (Takeshi Kitano) là một thám tử cảnh sát hung bạo, anh đã phải rút khỏi ngành cảnh sát sau một vụ tai nạn thương tâm trong khi bị giam giữ: một thám tử khác là Tanaka bị nghi phạm giết chết, trong khi hai thám tử khác, Nakamura và Horibe thì bị thương nặng. Trở nên thất nghiệp, Nishi dành hầu hết thời gian để chăm sóc người vợ ốm yếu Miyuki (Kayoko Kishimoto), cô mắc bệnh máu trắng. Để trả tiền chăm sóc cho vợ, Nishi mượn tiền từ yakuza, nhưng gặp khó khăn trong việc trả nợ cho họ.
Trong khi đó, Horibe, người bị tai nạn và bị bỏ lại trên xe lăn, trải qua giai đoạn trầm cảm. Cuộc hôn nhân của anh nhanh chóng tan vỡ, nên giờ anh sống một mình. Trong một cuộc trò chuyện với Nishi, Horibe gợi ý anh ta suy nghĩ về việc tự tử, đồng thời anh nói rằng anh muốn vẽ nhưng không đủ khả năng để mua những vật liệu để vẽ. Nishi mua cho anh ta những vật dụng vẽ nghệ thuật, gửi chúng đến cho Horibe. Horibe sau đó tiếp tục vẽ tranh và tạo ra các tác phẩm nghệ thuật siêu thực theo phong cách pha màu theo phép xen kẽ.
Nishi mua một chiếc taxi cũ và sơn lại màu của xe cảnh sát. Anh ta tự vũ trang cho mình bằng một khẩu súng lục ổ quay và cướp một ngân hàng với trang phục ăn mặc như một cảnh sát. Sử dụng tiền, anh trả hết yakuza và đưa một ít cho góa phụ của Tanaka.
Nakamura biết về món quà cho góa phụ của Tanaka, khuyên cô nên giữ tiền. Anh ta cũng tìm hiểu về các loại sơn mà Horibe dùng và sớm hiểu được ai đã thực hiện vụ cướp. Trong khi đó, mặc dù đã trả hết nợ cho yakuza, nhưng họ đoán ra ai đứng sau vụ cướp, chúng đuổi theo Nishi để tống tiền anh ta. Cuối cùng, chúng cũng tìm thấy Nishi, nhưng anh ta giết chết tất cả bọn chúng trong một vụ xả súng dữ dội. Ngay lúc đó, Nishi được tìm thấy bởi Nakamura cùng một thám tử thứ hai, người này muốn bắt giữ Nishi vì vụ cướp. Nishi bảo Nakamura dành cho anh một chút thời gian và ngồi xuống bãi biển cạnh vợ. Hai tiếng súng vang lên từ camera, nhưng bộ phim không tiết lộ ai bị bắn.

## Vai diễn
- Takeshi Kitano vai Yoshitaka Nishi
- Kayoko Kishimoto vai vợ Miyuki, Nishi
- Ren Osugi vai Horibe
- Susumu Terajima vai Nakamura
- Tetsu Watanabe vai Tesuka
- Hakuryu vai Yakuza Hitman
- Yasuei Yakushiji vai tội phạm
- Tar Itsumi vai Kudo
- Kenichi Yajima vai bác sĩ
- Makoto Ashikawa vai Tanaka
- Yūko Daike vai góa phụ Tanaka

## Sản xuất
Horibe vẽ tranh theo phong cách Pha màu theo phép xen kẽ để bù đắp cho cơ thể bị liệt. Trên thực tế, những bức tranh này được vẽ bởi chính Kitano, trong khi anh đang trong thời gian điều trị sau tai nạn xe máy nghiêm trọng vào tháng 8 năm 1994 khiến một nửa khuôn mặt của anh bị liệt.
Con gái của Kitano và cựu ca sĩ Shoko Kitano, xuất hiện trong vai một cô gái vô danh thả diều.
Tựa phim đôi khi được liệt kê là "Hana-bi", "hana-bi" hay "Hanabi" trên bìa các bản phát hành DVD quốc tế và các tài liệu tham khảo khác về bộ phim ở phương Tây. Tuy nhiên, tựa đề chính thức thực sự là HANA-BI, được viết hoa hoàn toàn, và được sử dụng trên tất cả các sản phẩm được cấp phép tại Nhật Bản, bao gồm áp phích sân khấu, bìa video và OST.

## Nhạc phim
CD nhạc phim được phát hành lần đầu tiên vào năm 1998 và 1999 bởi Milan Records, sau đó được phát hành lại bởi Polydor.

### Danh sách track
Tất cả các tác phẩm của Joe Hisaishi.
1. "Hana-bi" – 3:42
2. "Angel" – 2:41
3. "Sea of Blue" – 3:29
4. "...and Alone" – 2:29
5. "Ever Love" – 2:15
6. "Painters" – 5:57
7. "Smile and Smile" – 2:55
8. "Heaven's Gate" – 4:59
9. "Tenderness" – 2:31
10. "Thank You... for Everything" – 7:09
11. "Hana-bi (Reprise)" – 3:41

### Ghi công
- Bassoon – Shinkichi Maeda
- Clarinet – Tadashi Hoshino
- Nhà soạn nhạc, người sắp xếp, người biểu diễn – Joe Hisaishi
- Flute – Takashi Asahi, Takeshi Shinohara
- Harmonica – Nobuo Yagi
- Oboe – Hiroshi Shibayama
- Strings – Nhóm Yuichiro Goto

## Tiếp nhận
Mặc dù nó không thành công lớn về mặt tài chính, Hana-bi đã nhận được sự hoan nghênh quan trọng và giành được Giải Sư tử vàng tại Liên hoan phim Venezia lần thứ 54 và nhiều giải thưởng khác. Bản thân Kitano nói rằng phải đến khi anh giành được Giải Sư tử vàng, anh mới được nhận làm đạo diễn nghiêm túc tại quê hương Nhật Bản; trước đó các bộ phim của anh chỉ được xem như là sở thích của một diễn viên hài nổi tiếng.
Phim cũng giành được giải thưởng Grand Prix của Hiệp hội phê bình phim Bỉ.
Nhà bình luận tổng hợp phim Rotten Tomatoes báo cáo rằng 95% trong số 20 nhà phê bình đã cho bộ phim một đánh giá tích cực, với điểm trung bình là 8,3 trên 10. Nhà phê bình phim Mỹ Roger Ebert đánh giá ba ngôi sao trong số bốn ngôi sao, ghi nhận góc nhìn khác thường của phim là sự bình thản và tàn bạo, gọi nó là "một bộ phim Death Wish của Charles Bronson vì quá mệt mỏi với câu chuyện sáo rỗng, quy ước và cốt truyện không có hậu, ngoại trừ hình thức thuần túy và thôi thúc." Jaime N. Christley của Tạp chí Slant đã cho bộ phim xếp hạng bốn sao hoàn hảo. David Stratton của The Movie Show được gọi là Hana-bi là "một bộ phim không thể phân loại" và "khá phi thường", với người đồng dẫn chương trình Margaret Pomeranz nói rằng "Cuối cùng tôi đã quá xúc động vì nó. Phim đã làm những gì mà điện ảnh nên làm, đối với tôi theo cách nào đó, phim đưa tôi vào một cuộc hành trình của chính tôi, cuối cùng kết thúc trong tôi, trong trái tim tôi." Stratton kết luận rằng phim "khó diễn tả với khán giả, nhưng tất cả những gì tôi có thể nói là: Đi và xem nó. Thật tuyệt." Bộ đôi này đã trao giải cho bộ phim với năm sao.
Bộ phim được liệt kê trong 1001 bộ phim bạn phải xem trước khi chết.